# ボールインプレイ
ボールインプレイとは、野球およびソフトボールの試合でプレイが進行中の時間を指す。ボールデッドと対の状態。

## 用語
語源は英語であるが、英語ではボールがin play（もしくはalive）の状態にあるという見方をする。つまり、ボールが生きているか、死んでいるかという、ボール中心の視点で状況を記述している。そのため、「ボールインプレイである」という意味の英語表現は the ball is in play となる。このような英語表現は野球とソフトボールに限らず広く用いられるが、日本語において「ボールインプレイ」という用語のある競技は野球等に限られる。

## 原則
野球の試合時間は、ボールインプレイとボールデッドの2つに明確に区分されている。球審が「プレイ」を宣告すればボールインプレイとなり、審判員が「タイム」を宣告するか、もしくは宣告がなくとも規定により試合が停止するまでボールインプレイの状態は続く（公認野球規則5.01）。
走者には積極的な進塁姿勢が求められている（公認野球規則1.02）。対して守備側は、打者が走者になることを防ぎ、また走者となった場合は、走者の進塁を最小限に止めるように努めることが求められる（公認野球規則1.03）。
ボールインプレイであれば、走者は何時でも進塁を試みて構わない。その一方、塁を離れている間に走者の身体に野手が触球するとその走者はアウトになる。ただし、安全進塁権のある塁までの進塁中や、打者走者が一塁を駆け抜けた後に二塁への進塁の姿勢を取らないまま一塁に帰塁する最中は例外である。

## プレイの争点
反則を犯していない走者がアウトになるのは、野手に触球されたときである。走者の走塁速度と送球されたボールの速度とを比較すると、後者の方が速い。従って攻撃側は、内野手（ここでは投手と捕手を含める）がボールを所持している時に進塁を試み塁を離れると、容易に触球されてアウトになる可能性が高く危険である。
対して、内野手がボールを所持できていない時間を多く確保すれば、走者がアウトになる危険性を低くすることができ、得点につながる。もっともわかりやすい方法の一つは、打者が投球を遠くに打ち返すことである。打球が内野を離れ、遠方に離れている時間が長ければ長いほど、走者はその時間を利して進塁を試みることができる。打者による打撃以外にも、暴投や捕逸、悪送球などが起こり、走者や内野手の手からボールが遠くに離れることがある。この時間を利して走者は進塁を試みて構わない。そのため、走者には触球される危険性を素早く適切に評価する為の判断力が求められている。
このように、試合時間がボールインプレイであるときは、「進塁と触球の駆け引き」が行われる。この駆け引きはゲームに緊張感を与え、野球の醍醐味の一つと考えられている。また、この駆け引きはプレイに自由度を与え、ゲーム進行の多様性を豊富にしている。

## 審判員の第一判定
野球では、審判員の第一判定が最終的なものとして決定され、たとえ誤審でも決して判定は覆らない（公認野球規則8.02(a)）。何故なら、審判員の第一判定直後もボールインプレイの場合が多く、その判定に応じて判定直後のプレイが連鎖的に変化するからである。この事は、野球の大きな特徴と考えられる。

### 例
無死一塁の場面で打者は中堅手の前方に落下しそうな飛球を打った。その打球を地面スレスレの位置で中堅手が捕球した、かのように見えたが実際は中堅手のすぐ手前で地面に触れていた。しかし、正規の捕球との誤った判断をもって、打者アウトを審判員は宣告した。その判定に応じて、一塁走者はリタッチを果たした。
もし、ここで誤審が明らかになり判定が覆ったとすると、両チームが納得できるような形で試合再開する方法は無い。仮に、無死一・二塁から再開と定める。すると、守備側は「誤審が無ければ、中堅手から二塁へ、続いて一塁へ送球し、併殺が取れたはずである。よって、二死無走者から再開すべきだ」と主張し、攻撃側は「誤審が無ければ、一塁走者は三塁まで進み、かつ三塁手への送球を利して打者は二塁へ到達できたはずであるから、無死二・三塁から再開すべきだ」と反論するであろう。

### 実例
2004年10月16日にナゴヤドームで開催された2004年の日本シリーズ第1戦、中日ドラゴンズ対西武ライオンズ戦の5回裏、中日の攻撃。一死一塁の場面で打者の谷繁元信は捕手の前にゴロを打った。捕手の野田浩輔は谷繁にタッグ（触球）しようとするも届かなかったため二塁へ送球、二塁塁審の杉永政信は一塁走者のフォースアウトを宣告、ついで一塁へ送球され打者走者もアウト、併殺成立かと思われた。
しかし、球審の橘高淳は、谷繁に野田の触球によるアウトを宣告していた。中日の落合博満監督は、谷繁が先にアウトになったならば二塁はフォースプレイでなく、一塁走者は二塁でアウトにならないと指摘した。審判団がこの指摘を認めると、次に西武の伊東勤監督が、二塁塁審がアウトを宣告したのだから二塁はアウトであると抗議した。試合は49分間中断したが、結局二死二塁で再開された。
この例は実際に起きた出来事ながら先に挙げた架空の例よりも複雑である。考えうる見解としては次のようなものがあるだろう。
1. 球審の判定は事実誤認であるから覆され、一塁走者のフォースアウトのあと、打者走者のアウトとすべき。
  - これは上述の8.02(a)に反するため、適用できない。
2. 球審の判定も二塁塁審の判定も覆すことはできないので、打者走者のタッグアウトのあと一塁走者のフォースアウトとすべき。
  - 8.02(a)には反しないが、フォースの状態でない走者をフォースアウトとすることになり無理が生じる。
3. 球審の判定は覆すことができない。二塁塁審の判定は規則の適用を誤って下されたものであるため、監督からの指摘を受け、この判定を訂正する。従って打者タッグアウト、走者二塁とすべき。
  - 実際に適用されたのはこれだと考えられる。即ち、公認野球規則8.02(a)は「審判員の判断に基づく裁定は最終のもの」としているが、次の8.02(b)で「審判員の裁定が規則の適用を誤って下された疑いがあるときには、監督だけがその裁定を規則に基づく正しい裁定に訂正するように要請することができる」としている。事実に対する判定は覆らないが、規則適用のミスは覆りうるのである。従って、球審の判定はそのままとなり、二塁塁審の判定はフォースの状態でない走者に対して誤ってフォースアウトを宣告したものであるから、監督からの誤りの指摘を受けて訂正される。
  - なお、この場合であっても監督がアピールを怠れば、審判員自身が誤りに気づいたとしても訂正することはできない（公認野球規則8.02(b)【注2】）。